# /dev/null
En algunos sistemas operativos, /dev/null o «null device» ─en castellano «periférico nulo»─, es un archivo especial que descarta toda la información que se escribe en o se redirige hacia él. A su vez, no proporciona ningún dato a cualquier proceso que intente leer de él, devolviendo simplemente un EOF o fin de archivo.
Generalmente se usa en scripts para deshacerse de la salida de una secuencia de datos de un proceso o como un archivo vacío que actúa como entrada de un flujo de datos de un proceso.
La forma más comúnmente utilizada es mediante la redirección, ya que /dev/null es un archivo especial y no un directorio, por lo que no se puede mover (mv) ni copiar (cp) archivos en su interior.

## Ejemplo de uso
```
$ 
uname
 
-r
 
>
 
/dev/null

```

Análisis de la orden:
- uname: muestra información del sistema.
  - -r: argumento para la orden anterior, el cual le dice a la orden uname que muestre la versión completa del kernel del sistema.
- >: este es un operador de redirección. Redirige el resultado de la orden uname -r a un archivo; en este caso, al archivo:
- /dev/null: este archivo recibe la información resultante, sin embargo, no la almacena como sucedería con un archivo normal. A continuación, la consola no reporta ninguna información ni error.